# 俺と5人の嫁さんがラブラブなのは、未来からきた赤ちゃんのおかげに違いない!?
『俺と5人の嫁さんがラブラブなのは、未来からきた赤ちゃんのおかげに違いない!?』（おれと5にんのよめさんがラブラブなのはみらいからきたあかちゃんのおかげにちがいない）は、2012年12月21日にonomatope*より発売された18禁恋愛アドベンチャーゲームである。onomatope*の第3作であり、同ブランドの第1作である『めちゃ婚』の姉妹作である。

## ストーリー
（出典：）
主人公・長門 光一のところに、ある日突然、落雷と共に赤ちゃんが降ってきた。この赤ちゃんは光一の未来の子供であるらしいが、一体どうやって現代にやってきたのか、誰とのあいだに産まれたのか、といったことは一切わからない。しかし、赤ちゃんの世話をしないわけにはいかず、光一の生活は公私共に大混乱に陥る。
周囲の女の子や先生の助けを借りてどうにか育児をこなしつつ、光一は学園内に「赤ちゃんを育てる部活・ベイビー部（略して「ベイブ」）」 を発足させ、育児と学業の両立をなんとか成立させていくが、今度は大企業の経営権を相続することになる。そのうえ、日本政府が少子化対策として制定した「一定以上の財産を持つ者は、複数の配偶者を持ち、多数の子をもうけることが義務である」という一夫多妻義務の対象となってしまった光一は、同級生・後輩・先生を妻として選び、5人の新妻・娘と新たな家庭を作ることとなる。

## 登場人物
（出典：）
長門 光一（ながと こういち）
本作の主人公。子供のころに両親を亡くしており、親戚の山城家で育った。
山城 あかり （やましろ あかり）
声 - 遠野そよぎ
光一の幼馴染で従妹。急成長したモバイル企業の令嬢で、学園の学生会長。自分に対して厳しいが他者に対しては優しく、学校内での信任は厚い。光一とは幼いころから親密で、過保護なレベルの愛情を注いでいる。
美作 日向 （みまさか ひなた）
声 - 新堂真弓
光一の同級生で、光一とあかりの共通の親友。興味のないことには力を注がず、自分のやりたいように生きる自由人。オタク系の趣味を持ち、メイド好きが高じてメイド喫茶の経営を行うようになった。
芳野 蛍 （よしの ほたる）
声 - 夏野こおり
光一の後輩で、時期外れに転入してきた少女。神秘的な雰囲気を持つ少女である。「未来を見ることができる」ことで有名な占い師を母に持ち、自分自身も「少し先の未来が視える」能力がある。ベイビー部の発足を手伝い、光一に様々な助言を行う。
筑紫 優月 （つくし ゆづき）
声 - 桜川未央
光一と同じ学園に通う女子学生。あかりの親が経営するモバイル企業で、開発研究所所長を務めている。光一がある会社の経営者となってからは、彼の会社の商品開発アドバイザーとなる。小柄な体にサイズの合わない白衣を着た姿には全く威厳がない。はんなりとした口調で喋る。
志摩 千陽 （しま ちはる）
声 - かわしまりの
光一のクラスの担任。いきなり子連れになってしまった光一を学園側からかばってくれるが、実際のあれこれに対しては面倒臭がって丸投げする等、一本気だが怠惰。未婚であることを気にしており、時々ネガティヴになる。
みくる
声 - 御苑生メイ
未来から来た、光一の娘。母親は誰なのか、光一の元にやってきた理由はなんなのか、などは全て不明。何故か、接した人間はごく自然に「光一の歳の離れた妹」と思い込む。

## 主題歌
オープニングテーマ「ラブラブ☆愛情宣言!」
作詞 - 月宮うさぎ / 作曲・編曲 - 小池雅也 / 歌 - ULTRA-PRISM
山城あかり エンディングテーマ「High+Teen+Night!」
作曲・編曲 - noBoo / 歌・作詞 - みるく
美作日向 エンディングテーマ「おかえりのうた」
作曲・編曲 - 景家淳 / 歌・作詞 - 新堂真弓
芳野蛍 エンディングテーマ「ほんとうの涙」
作詞 - 小川敬一 / 作曲・編曲 - 高橋浩平 / 歌 - 瀬戸瑞樹
筑紫優月 エンディングテーマ「ふわりみらい」
作曲・編曲 - 諏訪“龍”貴之（from No Life Negotiator） / 歌・作詞 - 保科めぐみ
志摩千陽 エンディングテーマ「ロリポップ☆ベイベー」
歌・作詞・作曲 - SION（Rose&Rosary）